# Charles Deblois
Pour l’article homonyme, voir Deblois.
Charles Deblois (souvent typographié Charles DeBlois), né le 27 mai 1939 à Québec et mort le 18 février 2019 dans la même ville, est un prêtre, journaliste et homme politique canadien.

## Biographie
Originaire de Québec, Charles Deblois étudie au Petit séminaire de Québec puis entre au Grand Séminaire. Il est ordonné prêtre le 8 juin 1963 à l'église de la Cité universitaire. Il œuvre au séminaire de Saint-Georges, puis exerce son ministère en paroisse à Plessisville, à la paroisse Saint-Yves de Sainte-Foy, à Saint-Férréol-les-Neiges ainsi qu'à Saint-Georges où il est curé. En 1970 il suit une formation universitaire en communication, puis anime le magazine d'information religieuse « 5 D » à la télévision de Radio-Canada en 1972 et 1973. Il est également journaliste au quotidien L'Action (devenu plus tard « À Propos ») entre 1970 et 1974. Il travaille ensuite pour la télévision à Télé-Capitale, à Québec alors qu'il est toujours prêtre. Il est en particulier correspondant parlementaire à l'Assemblée nationale. En septembre 1978 il est choisi pour être l'un des deux premiers animateurs de la télédiffusion des débats parlementaires, tout en restant à l'emploi de Télé-Capitale et du réseau TVA. Il passe cependant à la radio de Radio-Canada à Québec en août 1985.
Après avoir abandonné la prêtrise entre 1981 et 1988, il accepte d'être candidat pour le Parti progressiste-conservateur de Brian Mulroney en vue des élections fédérales de 1988. Le 21 novembre 1988, il est élu dans la circonscription de Montmorency—Orléans. À la Chambre des communes, il est élu en octobre 1990 vice-président adjoint des comités pleinier. Candidat à un deuxième mandat, il est battu par le bloquiste Michel Guimond dans la nouvelle circonscription de Beauport—Montmorency—Orléans en 1993. Après sa carrière politique, il est nommé commissaire à la Commission de l’immigration et du statut de réfugié (CISR), fonction qu’il occupe jusqu’en 2002.